# Microrregión de Fortaleza
La microrregión de Fortaleza es una de las microrregiones del estado brasileño del Ceará perteneciente a la mesorregión Metropolitana de Fortaleza. Su población fue estimada en 2006 por el IBGE en 3.255.701 habitantes y está dividida en nueve municipios. Posee un área total de 3.345,532 km².

## Municipios
- Aquiraz
- Caucaia
- Eusébio
- Fortaleza
- Guaiuba
- Itaitinga
- Maracanaú
- Maranguape
- Pacatuba